# خداحافظ جوانی
خداحافظ جوانی (ایتالیایی: Addio, giovinezza!) یک فیلم درام ایتالیایی به کارگردانی فردیناندو ماریا پوجولی است که در سال ۱۹۴۰ منتشر شد.

## بازیگران
- ماریا دنیس
- آدریانو ریمولدی
- کلارا کالامی
- کارلو کامپانینی
- پائولو کارلینی
- بلا استراچه سائیناتی
- آلدو فیورلی
- ماریو کاسالجو
- ورا کارمی
- آرتورو براگالیا
- لئو کیوسو